# Sabacon akiyoshiensis
Espèce
Sabacon akiyoshiensis est une espèce d'opilions dyspnois de la famille des Sabaconidae.

## Distribution
Cette espèce est endémique de Honshū au Japon. Elle se rencontre dans les préfectures de Yamaguchi et de Hiroshima dans des grottes.

## Description
Le mâle holotype mesure 1,4 mm et la femelle paratype 1,7 mm.
Les mâles mesurent de 1,4 à 1,6 mm et la femelle 1,7 mm.

## Systématique et taxinomie
Cette espèce a été décrite par Suzuki en 1963.

## Étymologie
Son nom d'espèce, composé de akiyoshi[dai] et du suffixe latin -ensis, « qui vit dans, qui habite », lui a été donné en référence au lieu de sa découverte, le parc quasi national d'Akiyoshidai.

## Publication originale
- Suzuki, 1963 : « A new cavernicolous phalangid, Sabacon akiyoshiensis n. sp. from Japan. » Annotationes Zoologicae Japonenses, vol. 36, no 3, p. 156–160.